# IPT-5 Jaraguá
Die IPT-5 Jaraguá war ein Segelflugzeug des brasilianischen Instituto de Pesquisas Tecnologicas (IPT).

## Geschichte
Kriegsbedingt setzten alle Flugzeugkonstrukteure auf neue Entwicklungen, um bessere Leistungen für Kampfflugzeuge zu erreichen, so auch ab 1940 das Instituto de Pesquisas Tecnologicas. Der Chefingenieur des Instituts, Romeu Corsini, entwickelte gemeinsam mit Clay Presgrave do Amaral, einem Spezialisten für Segelflugzeugbau, ein experimentelles Segelflugzeug, das über ein neuartiges Flügelprofil verfügte. Mitte 1941 waren die Arbeiten daran abgeschlossen und der Erstflug erfolgte. Ab 1941 wurde die Maschine die folgenden zehn Jahre für zahlreiche Tests verwendet.

## Konstruktion
Die IPT-5 besaß einen kreisförmigen Rumpf mit großteils verglastem aerodynamischem Bug, in dem sich das geschlossene Cockpit mit zwei nebeneinander befindlichen Sitzen befand. Das Flugzeug war eine Holzkonstruktion und zum Teil mit Sperrholz, zum anderen Teil mit Leinwand bespannt. Die IPT-5 war größer als jedes bis dahin in Brasilien gebaute Segelflugzeug. Das Flugzeug war als Mitteldecker mit konventionellem Leitwerk ausgelegt und verfügte unter dem Rumpf über ein einzelnes Rad.

## Technische Daten
| Kenngröße              | Daten    |
| ---------------------- | -------- |
| Besatzung              | 1        |
| Passagiere             | 1        |
| Länge                  | 7,2 m    |
| Spannweite             | 17 m     |
| Höhe                   | 1,43 m   |
| Flügelfläche           | 16 m²    |
| Flügelstreckung        | 18,1     |
| Gleitzahl              | 28       |
| Geringstes Sinken      |          |
| Leermasse              | 197 kg   |
| max. Startmasse        | 357 kg   |
| Mindestgeschwindigkeit | 55 km/h  |
| Höchstgeschwindigkeit  | 160 km/h |